# Triangolo della morte (Emilia)

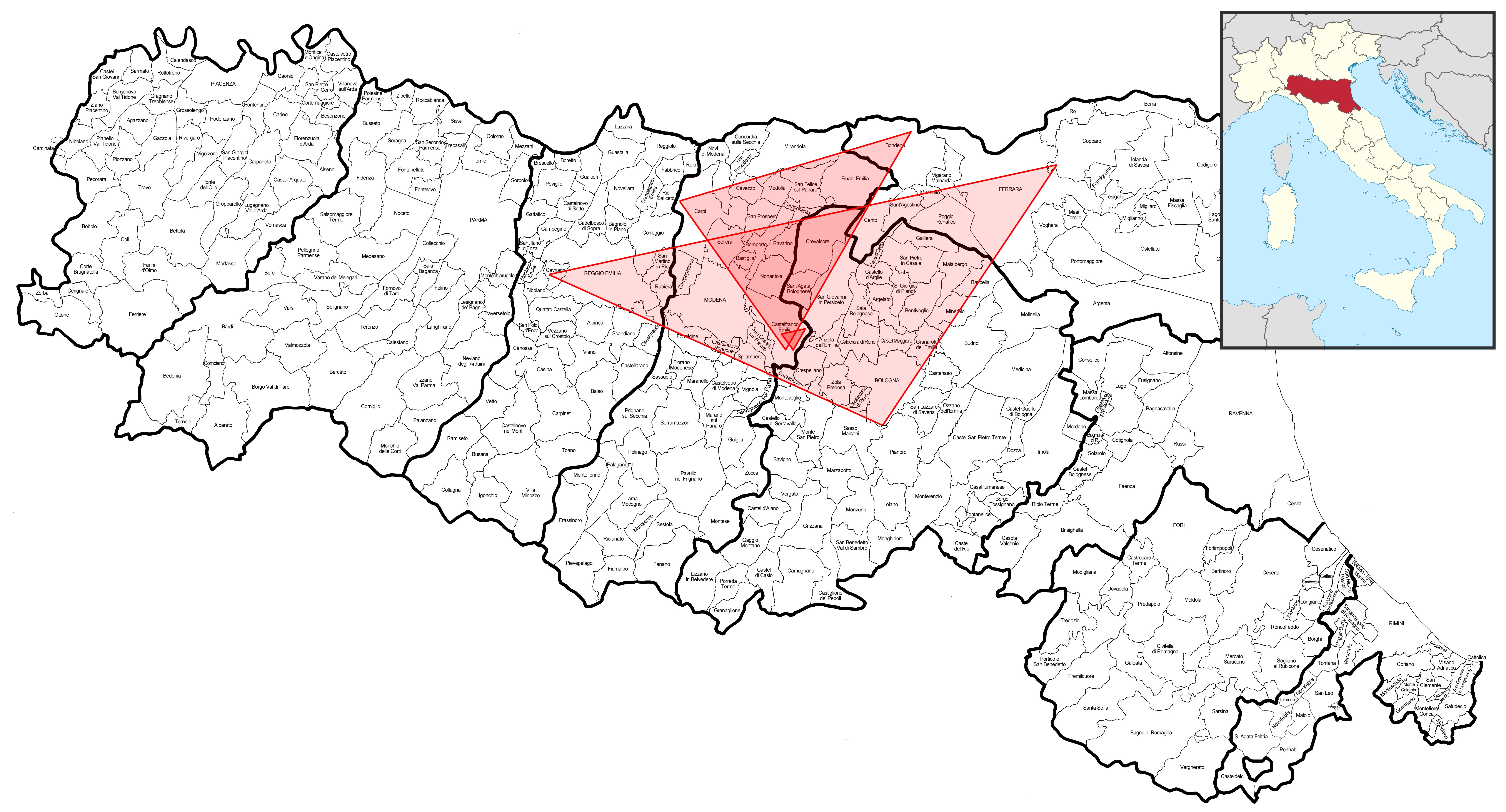
Tre diverse localizzazioni del triangolo della morte in Emilia

La locuzione Triangolo della morte (o Triangolo rosso), di origine giornalistica, indica un'area del nord Italia ove, tra il settembre del 1943 e il 1949, si registrò un numero particolarmente elevato di omicidi a sfondo politico, perpetrati da estremisti di sinistra e da militanti di formazioni di matrice comunista.

## Storia
Secondo il giornalista Francesco Malgeri, l'espressione era originariamente riferita al triangolo di territorio compreso tra Castelfranco Emilia, Mirandola e Carpi, mentre il giornalista Giampaolo Pansa indica la zona del modenese, corrispondente al triangolo compreso fra Castelfranco Emilia e due sue frazioni, Piumazzo e Manzolino. In seguito, l'espressione è stata ripresa per indicare aree di volta in volta più ampie sia dentro che fuori dalla regione ma con epicentro l'Emilia, ad esempio il triangolo Bologna-Reggio Emilia-Ferrara: questa è l'area indicata già nel 1992 con l'espressione "Triangolo della morte" nel saggio dei Pisanò.
Giovanni Fantozzi, autore di libri sugli scontri postbellici nel modenese, sostiene che nel dopoguerra, dall'aprile del 1945 alla fine del 1946, nella provincia di Modena gli omicidi politici furono diverse centinaia, probabilmente oltre il migliaio, stando alle stime del prefetto Giovanni Battista Laura, del resto non molto dissimili da quelle dei Carabinieri. ). Tra i delitti andrebbero inseriti anche quelli commessi da ladri e delinquenti comuni che approfittarono della confusione per compiere numerose azioni criminali, facendo cadere poi la colpa sui comunisti. Altri omicidi furono invece vendette personali.
Il numero dei morti resta indefinito: Ferruccio Parri, antifascista e presidente del Consiglio, valutò il numero degli uccisi in 30 000, il ministro degli Interni Mario Scelba in 17 000, Giorgio Bocca, più recentemente, in 15 000. Il giornalista e scrittore fascista, senatore per il Movimento Sociale Italiano, Giorgio Pisanò indica in circa 34 500 i morti causati dalla "giustizia partigiana" scatenatasi alla fine della seconda guerra mondiale.

## Il particolare "clima emiliano"
L’ondata di uccisioni nelle prime settimane dopo il 25 aprile 1945, che perdurò anche dopo la fine della seconda guerra mondiale, coinvolse in modo particolare le regioni del nord Italia. Dall’analisi dei dati riportati su un documento del Ministero dell’Interno risulta che gli uccisi e gli scomparsi dispersi (presunti uccisi) furono: in Piemonte 1 790 + 147, in Liguria 1 726 + 60, in Lombardia 1 271 + 210, in Emilia-Romagna 1 535 + 423, in Veneto 766 + 141,... Da tali dati appare evidente che (senza considerare i massacri delle foibe accaduti in Venezia Giulia) la regione con il più alto numero di uccisi, in prossimità della fine della guerra, fu proprio l’Emilia-Romagna (complessivamente 1 958 tra uccisi e scomparsi). La causa di tale primato, secondo il giornalista e saggista Giovanni Fantozzi è attribuibile al particolare clima politico, conseguente alle particolarmente efferate azioni squadristiche compiute in questa regione (specialmente durante la dominazione nazista). Inoltre tali episodi di violenza non erano rivolti solo contro i fascisti ma avevano come obiettivo anche persone che rientravano nella vasta categoria politico-sociale dei “nemici di classe” (possidenti, agrari, piccoli commercianti, coltivatori, preti, anticomunisti...), e perdurarono per tutto il 1945 e oltre (fino alla fine del 1946).

La situazione politica emiliana nel periodo immediatamente precedente e successivo alla fine della guerra fu particolarmente violenta. Alla primitiva contrapposizione fra fascisti e antifascisti si aggiunse una forte istanza di trasformazione dei rapporti sociali tra detentori della proprietà fondiaria e i contadini, per lo più legati a contratti di mezzadria. Le zone interessate dai delitti nel dopoguerra erano già state teatro di uno squadrismo agrario-fascista estremamente violento durante il biennio rosso e i primi anni di presa del potere del regime, e ciò aveva fortemente accentuato un conflitto di classe e ideologico che si scatenò nel dopoguerra, essendo viste la borghesia agraria e la chiesa corresponsabili in chiave anticomunista delle violenze fasciste.
(Ermanno Gorrieri (‘’ex partigiano cattolico’’))
Un particolare aspetto fu rappresentato dalla figura dei sacerdoti della Chiesa Cattolica che vede insieme esperienze come quella di don Zeno Saltini, che voleva una chiesa schierata con le istanze della sinistra, ma anche una visione più conservatrice che portò alcuni sacerdoti ad essere uccisi.

## L'analisi di Pietro Scoppola
Un'analisi particolarmente documentata del fenomeno è stata tracciata dallo storico Pietro Scoppola all'interno del saggio La repubblica dei partiti, nel capitolo dedicato alla conflittualità politico-ideologica che caratterizzò la collaborazione governativa tra Democrazia cristiana e Partito comunista. Secondo Scoppola all'origine degli omicidi sta l'ambiguità dell'atteggiamento del PCI, diviso tra il realismo politico di Togliatti, che in ottemperanza alle direttive ricevute da Mosca aveva - almeno pubblicamente - accantonato la prospettiva rivoluzionaria ripiegando sul più generico obiettivo della "democrazia progressiva", e l'ala del partito rimasta scontenta dell'esito del conflitto mondiale e propensa alla prosecuzione ad oltranza di epurazioni e guerra di classe, in attesa dell'"ora X" in cui un'insurrezione armata avrebbe dovuto imporre in Italia un regime di tipo sovietico. Scoppola non tralascia di richiamare il fatto che nel biennio che aveva preceduto l'avvento del fascismo la zona in questione era stata la più duramente colpita dalla violenza squadrista: quegli eventi non si erano certo cancellati nella memoria popolare, per cui non v'è da meravigliarsi se, all'indomani della caduta del regime, i soprusi commessi 25 anni prima dal "fascismo agrario" venissero vendicati con un'ondata di violenza contadina. Si consideri infine che alle elezioni amministrative tenutesi nel marzo 1946 il PCI ottenne proprio a Modena il picco dei consensi, raccogliendo oltre il 48% dei voti: successo che, inquadrato in quello altrettanto schiacciante conseguito nel resto della regione, corroborò evidentemente nella dirigenza comunista la volontà di affiancare alla via legalitaria e democratica quella armata e sanguinaria.
Scoppola ricorda come nell'agosto 1945 alla guida della prefettura modenese fosse stato insediato Disma Zanetti; se non che le accuse rivoltegli di simpatie e legami con ambienti fascisti avevano inasprito la già tesa situazione, inducendo nel maggio 1946 il governo a rimuoverlo. Il rapporto stilato due mesi più tardi dal nuovo prefetto Luigi Stella tracciava in termini drammatici la situazione dell'ordine pubblico nella provincia, in cui "elementi criminali di vario genere" si erano sostituiti all'autorità dello Stato, incapace di farvi rispettare la legalità, al punto che alle forze dell'ordine si era sostituita la polizia dell'ANPI, impossessandosi della Questura "a mezzo di un personale ausiliario largo e invadente che è espressione dell'esecutivo comunista". Ad aggravare la situazione aveva indirettamente contribuito lo stesso governo, causa il "giudizio De Gasperi" con cui nel marzo 1946 si era tentato di sanare i dissidi tra proprietari terrieri e agricoltori circa la vertenza della mezzadria. Il proprietario non era più in grado di riscuotere la parte di prodotto spettantegli e neppure una quota minore, non restandogli altro se non "sottomettersi alla benevolenza del mezzadro". Il rapporto concludeva: "Si può affermare che i responsabili dei delitti che travagliano la zona sono delinquenti comuni, inquadrati nelle varie formazioni politiche dalle quali deriva loro autorità e impunità; mentre i responsabili morali e talvolta mandanti sono gli esponenti di dette organizzazioni: ANPI, Federterra, Camera del lavoro, CLN, amministrazioni rosse ecc.".
Una ricostruzione confermata dalla relazione inviata dalla Democrazia cristiana modenese a De Gasperi nell'agosto 1946, nella quale si legge: "Il fenomeno partigiano prese in gran parte il ruolo di guardia armata del Partito comunista e assunse, di fronte alla naturale carenza delle forze pubbliche e alla tolleranza del governo militare alleato, l'iniziativa civile che fin dai primi giorni del maggio '45 fu organizzata come polizia partigiana. Si venne così alla formazione di un nucleo di agenti ausiliari effettivamente controllati e manovrati nella quasi totalità dal PCI, nella scelta dei quali furono adottati criteri esclusivamente politici, non tenendosi conto dei gravissimi precedenti, anche di natura penale, esistenti a carico di troppi di codesti agenti". Secondo un'indagine condotta dai carabinieri, nell'anno successivo alla liberazione nella provincia di Modena si erano perpetrati 893 delitti politici, escludendo quelli avvenuti nel capoluogo. Tale "sinistro primato" aveva, secondo il direttivo democristiano modenese,  "evidenti finalità di terrorismo politico", forse finalizzato proprio all'agitazione mezzadrile. Le armi accantonate nei depositi sarebbero state in grado di armare un esercito di 18000 uomini; erano state compilate liste di "persone indesiderabili" da sopprimere; e in diversi luoghi del Modenese venivano sottoposti a tortura quei militanti comunisti rei di avere defezionato o rivelato notizie inerenti l'attività terroristica attuata dal partito. Intimidazione, violenza, corruzione erano i mezzi propri della propaganda comunista; e la speculazione caratterizzava collocamento della mano d'opera e distribuzione dei sussidi. La debolezza dell'autorità costituita si esemplificava nella figura del procuratore Assante che, "pavido e compromesso con il fascismo, è ricattato e quindi manovrato dal PCI". Ma neppure l'atteggiamento di prefetto e questore rassicurava i democristiani modenesi. Entrambi avevano infatti "ripetutamente dichiarato che di fronte a qualsiasi eventuale moto rivoluzionario non potrebbero assolutamente disporre di forze fidate con cui fronteggiare gli avvenimenti". Il documento si concludeva rilevando la "spaventosa analogia con la situazione verificatasi nel 1919-20, con tutte le aggravanti del difficilissimo momento attuale".
Altre testimonianze confermano la latitanza dell'autorità statale e la garanzia di immunità per gli autori dei delitti politici. Dopo le prime azioni di rastrellamento attuate dai carabinieri ne veniva segnalata l'impressione positiva ricavata dalla popolazione, ma paventando al contempo "il pericolo di interferenze politiche che possano intralciare l'opera delle forze dell'ordine". Un rapporto trasmesso il 4 ottobre 1946 al Comando generale di Pubblica Sicurezza estendeva il fenomeno alla provincia di Reggio "essendo la zona emiliana stata prescelta per un primo esperimento a carattere comunista nel settore agricolo", prevedendo l'allargamento del disegno eversivo alla provincia di Mantova e non escludendo che tale mobilitazione potesse preludere ad un'azione antistatale. "A fianco del Partito comunista è stata creata nelle regioni un'organizzazione armata, separata dal partito ufficiale e spesso sconfessata dallo stesso ma collaborante nei medesimi fini, che non rifugge dai maggiori crimini e che farebbe capo a un centro direttivo sito in Jugoslavia collaterale con l'esercito di Tito". A fronte delle continue notizie sulla situazione emiliana apparse sulla stampa, "l'Unità" passò al contrattacco pubblicando il 29 ottobre un articolo in cui si tentava di accreditare la tesi che fosse in atto una campagna discriminatoria nei confronti del PCI, ma un'indagine promossa dal Ministero dell'Interno accertò trattarsi di affermazioni prive di fondamento.
Sul finire del 1946 si intensificarono le operazioni dei carabinieri finalizzate a rastrellamenti di armi e controlli, consentendo al Comando generale dell'Arma di rendere noto, il 28 gennaio 1947, quanto appurato circa la situazione emiliana, con riferimento al periodo compreso tra la liberazione e il 31 ottobre 1946. Dal rapporto risultava che dei 2385 denunciati 1289 erano comunisti, 144 socialisti, 46 democristiani e 29 ex fascisti, 645 risultavano apartitici o di fede politica incerta (i restanti 232 si dividevano fra militari alleati, disertori, prigionieri di guerra tedeschi, ecc). "La cifra relativa ai comunisti è di gran lunga la più imponente", osserva Scoppola, e a differenza di quanto voluto far credere dalle controaccuse lanciate dall'organo del PCI non la si può certo spiegare con "un presunto sentimento anticomunista se non addirittura filofascista di prefetti, funzionari di polizia e ufficiali dei carabinieri". Certo "per chi seguiva dal Viminale la situazione dell'ordine pubblico quei rapporti continui e allarmanti su una situazione preinsurrezionale in un'intera regione non dovevano contribuire a far crescere la fiducia nella possibilità di una collaborazione duratura con il Partito comunista".
Il "triangolo della morte" rappresentò dunque il cuore del disegno sovversivo comunista, esteso peraltro all'intero territorio nazionale come evidenziato dagli impressionanti dati relativi ai sequestri di armi, munizioni e radio ricetrasmittenti effettuati tra 1945 e 1952 (il picco si ebbe nel 1948). Alla luce di tutto ciò - prosegue Scoppola - "si comprendono meglio le frequenti polemiche pubbliche fra De Gasperi e Togliatti. Al leader comunista che insisteva sulla politica unitaria, l'altro continuava a ricordare l'esigenza prioritaria di una assoluta chiarezza in materia di ordine pubblico". L'8 agosto 1951, presentando al Senato il suo settimo governo, il leader democristiano si rivolgeva ai rappresentanti del PCI in termini che denunciavano la minaccia tuttora rappresentata per la democrazia dalla doppiezza comunista: "Fate voi un appello a tutti perché consegnino le armi, cercate di aiutarci per questo scopo e cadrà una delle vostre grandi preoccupazioni! Ma voi non avete fatto niente: anzi avete giustificato in modo impossibile il vostro atteggiamento".
In conclusione, a determinare la prosecuzione degli assassini politici ben oltre la data del 25 aprile 1945 contribuirono vendette popolari scatenate dalla memoria delle violenze attuate dalle squadre fasciste nel primo dopoguerra, vendette private coperte di colori politici, e conati rivoluzionari della base comunista. Su quei misfatti calò tuttavia "il silenzio prudente e sofferto della saggezza popolare" protrattosi per lunghi decenni finché il mutamento del clima politico ne consentì la denuncia. A quel punto "è prevalso l'uso politico di quel triste passato, con difese deboli o accuse interessate"; ma "l'eredità di una guerra civile - osserva Scoppola - non si supera solo sul terreno della politica, occorre un livello più alto; occorre raggiungere il livello morale nel quale tutti i morti meritano rispetto e la buona fede va riconosciuta possibile da ogni parte in nome di quella che per Nello Rosselli era la morale della fedeltà".

## Alcune delle vittime

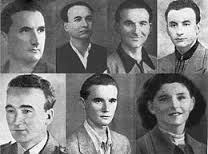
I sette fratelli Govoni (Dino, Emo, Augusto, Ida, Marino, Giuseppe, Primo), dei quali due soltanto, Dino e Marino, avevano aderito alla Repubblica Sociale, vittime dei partigiani nell'eccidio di Argelato

- 13 aprile 1945: Rolando Rivi, seminarista di 14 anni ucciso da Giuseppe Corghi e da Delciso Rioli, partigiani della Brigata Garibaldi, appartenenti al battaglione Frittelli della divisione Modena Montagna (Armando) comandata da Mario Ricci[11] (i due furono poi condannati – in tutti e tre i gradi di giudizio – per omicidio a 22 anni di carcere, ma furono ridotti a sei per effetto dell'Amnistia Togliatti). Questa conclusione, confermata dalla magistratura ordinaria, viene confutata da una fonte, secondo la quale Rolando Rivi sarebbe stato una spia e informatore fascista infiltrato fra i partigiani e causa della morte di un plotone. Le testimonianze in questo senso, raccolte dall'avvocato Leonida Casali, difensore di Giuseppe Corghi e Delciso Rioli, furono considerate, nel rinvio a giudizio degli imputati fatto dal Procuratore Generale della Corte di Appello di Bologna, "Narrativa rimasta destituita di fondamento, a parte la sua inverosimiglianza dalle risultanze istruttorie,[...] contraddetta da precise deposizioni testimoniali". La fonte stessa che cita il Casali conclude "Anche di fronte al barbaro assassinio di un giovane ragazzo dovevano prevalere gli interessi di partito"[12];
- 26 aprile 1945: Primo Rebecchi, artigiano di Cavezzo (Modena);
- 27 aprile 1945: a Cernaieto di Casina furono uccise dalle locali formazioni partigiane 21 persone appartenenti ad una colonna formata dai militi del presidio di Montecchio Emilia della GNR più tre donne che erano con loro[13]. I resti vennero trovati nel bosco a ridosso della strada per Gombio solo nell'ottobre del 1946, ed è ancora incerta la paternità esatta della strage, i nomi degli esecutori materiali e il numero preciso delle vittime;
- 9 maggio 1945: dodici fascisti o presunti tali, tra cui il podestà di San Pietro in Casale, Sisto Costa, con la moglie e il figlio nel primo Eccidio di Argelato;
- 10 maggio 1945: dottor Carlo Testa, membro del Comitato di Liberazione Nazionale (CLN) per la Democrazia Cristiana, fu assassinato a Bomporto (Modena) con raffiche di mitra;
- 11 maggio 1945: i sette fratelli Govoni e Giacomo Malaguti (sottotenente di artiglieria del Corpo Italiano di Liberazione, con il quale aveva combattuto contro i tedeschi a Cassino rimanendo ferito, aveva fatto la campagna in un'unità aggregata all'esercito inglese), quest'ultimo in licenza presso la famiglia, assassinati nel secondo Eccidio di Argelato;
- 18 maggio 1945: Confucio Giacobazzi, agricoltore e partigiano non comunista, assassinato;
- 2 giugno 1945: Ettore Rizzi, partigiano simpatizzante democristiano, sequestrato e ucciso a Nonantola;
- 27 luglio 1945, Bruno Lazzari, impiegato democristiano di Nonantola, colpito da raffiche di mitra;
- 28 agosto 1945: Giordano Monari e Dario Morara, ex partigiani comunisti, uccisi a rivoltellate da un ciclista lungo una strada di Bologna;
- 26 gennaio 1946: Giorgio Morelli, partigiano e giornalista cattolico, vittima di un agguato dopo la pubblicazione di un'inchiesta in cui accusava il presidente comunista dell'ANPI di Reggio Emilia della morte di un altro partigiano cattolico, Mario Simonazzi. Morelli morì a seguito delle ferite il 9 agosto 1947;
- 7 febbraio 1946: Gaetano Malaguti, attivista sindacale comunista e padre di partigiano caduto nella Resistenza, assassinato;
- 19 maggio 1946; Umberto Montanari, medico condotto a Piumazzo ed ex-partigiano cattolico, assassinato;
- 20 agosto 1946: Ferdinando Mirotti, capitano del Corpo italiano di Liberazione, assassinato sull'uscio di casa;
- 24 agosto 1946; Ferdinando Ferioli, avvocato, assassinato in casa da persone conosciute (gli assassini furono aiutati dalla loro organizzazione a riparare in Cecoslovacchia);
- 27 agosto 1946: Umberto Farri, sindaco socialista di Casalgrande, assassinato in casa da due uomini. Il caso non ha mai avuto una soluzione;
- 5 novembre 1948: Giuseppe Fanin, sindacalista, assassinato a San Giovanni in Persiceto;
- 17 novembre 1948: Angelo Casolari e Anna Ducati, membri del consiglio parrocchiale, assassinati nella canonica della parrocchia di Freto, a Modena.
- 26 marzo 1955: Afro Rossi di Leguigno e Giovanni Munarini di Casina, assassinati in un agguato all'Osteria Vezzosi presso Colombaia di Carpineti, dove da una collina si fece fuoco sulle finestre della locanda piena di un raduno a festa di militanti democristiani.

## Esiti giudiziari
Le indagini nei primi tempi languirono: l'uccisione di religiosi e laici, esponenti di partiti aderenti alla Resistenza ma su posizioni moderate, ebbe un consistente influsso nei rapporti tra i partiti che collaboravano nel governo espresso dal CLN. Con l'uscita dei comunisti dal governo De Gasperi ebbe un atteggiamento più fermo: furono inviati rinforzi di polizia, le indagini furono riprese e vari responsabili delle uccisioni furono individuati, anche se non mancarono clamorosi errori giudiziari come nel caso di Germano Nicolini ed Egidio Baraldi, condannati per gli assassini don Pessina e Mirotti, e riabilitati soltanto alla fine degli anni novanta.

## Conseguenze politiche
Nel 1947 la collaborazione tra i partiti aderenti al CLN non resse alla prova del dopoguerra. I mutati equilibri internazionali, con la rottura fra potenze occidentali e Unione Sovietica provocò anche in Italia la fine dei governi di unità nazionale e l'uscita dei comunisti dal governo.
Antonio Pallante, autore dell'attentato a Palmiro Togliatti del 14 luglio 1948, tra le motivazioni addusse il fatto di considerare il segretario del PCI come «mandante delle stragi di fascisti» e di «italiani al Nord», oltre che pericoloso per l'Italia.

## Oscuramento delle notizie
Nella primavera del 1990 alcuni parenti delle vittime scrissero una lettera aperta, chiedendo almeno di sapere dove fossero stati sepolti i loro familiari per poterli umanamente seppellire.
Alcuni mesi dopo, il 29 agosto il dirigente del PCI ex-partigiano ed ex-deputato Otello Montanari rispose con un articolo su Il Resto del Carlino nel quale sostenne che bisognava distinguere tra "omicidi politici", ovvero commessi in ragione del ruolo esercitato dalla persona uccisa, ed "esecuzioni sommarie", ovvero uccisioni indiscriminate di avversari politici e oppositori, e invitò chiunque sapesse come ritrovare le spoglie delle persone uccise a dare le necessarie informazioni. Per questo ebbe gravi difficoltà all'interno del partito, dove venne aspramente contestato, e venne inoltre escluso dal Comitato Provinciale dell'ANPI, dalla Presidenza dell'Istituto Cervi (a cui in seguito venne riammesso) e dalla Commissione regionale di controllo. Ci vollero diversi anni prima che la sua figura venisse ufficialmente riabilitata. L'invito ebbe in risposta una croce piantata nel comune di Campagnola Emilia, dove furono trovati i resti di alcune persone trucidate, vittime della guerra interna al CLN.

### Altri riferimenti
- Cristina Fratelloni (a cura di), 1945. Nodo di sangue, puntata del programma documentario La Storia siamo noi, in onda su Rai 2 il 26 aprile 2007.